# Phoebe petelotii
Phoebe petelotii är en lagerväxtart som beskrevs av André Joseph Guillaume Henri Kostermans. Phoebe petelotii ingår i släktet Phoebe och familjen lagerväxter. Inga underarter finns listade i Catalogue of Life.